# Xã Anderson West, Quận McDonald, Missouri
Xã Anderson West (tiếng Anh: Anderson West Township) là một xã thuộc quận McDonald, tiểu bang Missouri, Hoa Kỳ. Năm 2010, dân số của xã này là 1.772 người.